# Leonore Oranžsko-Nasavská
Hraběnka Leonore Oranžsko-Nasavská, jonkvrouwe van Amsberg (Leonore Marie Irene Enrica; * 3. června 2006 Haag) je třetí dítě a druhá dcera prince Constantijna a princezny Laurentien Nizozemské. Je členkou nizozemské královské rodiny a v současné době sedmá v linii následniictví nizozemského trůnu.

## Život a vzdělání
Hraběnka Leonore se narodila 3. června 2006 v HMC Bronovo v Haagu. Dne 8. října 2006 byla pokřtěná v kapli paláce Het Loo v Apeldoornu. Jejími kmotry jsou její teta z otcovy strany, královna Máxima; její strýc z matčiny strany, Marius Brinkhorst; sestřenice jejího otce, Juliana Guillermová a hrabě Jean-Charles Ullens de Schooten Whettnall. Od září 2022 studuje na UWC Atlantic College ve Walesu. Její sestřenice princezna Alexia Nizozemská tuto školu v letech 2021 až 2023 také navštěvovala.

## Tituly a oslovení
Královským výnosem ze dne 11. května 2001 č. 227, bylo stanoveno, že všichni potomci v mužské linii prince Constantijna Nizoemského ponesou titul hraběte (hraběnky) Oranžsko-Nasavské/ho a jonkheera (jonkvrouwe) van Amsberga s oslovením „Jeho/Její Urozenost“. Bylo také stanoveno, že jejich příjmení bude Van Oranje-Nassau van Amsberg.
Po abdikaci královny Beatrix, ke které došlo 30. dubna 2013, děti prince Constantijna a princezny Laurentien přestaly být členy královského rodu, i když nadále zůstávají členy královské rodiny.